# Escragnolles
Escragnolles ist eine französische Gemeinde im Département Alpes-Maritimes in der Region Provence-Alpes-Côte d’Azur. Sie gehört zum Kanton Grasse-1 im Arrondissement Grasse.

## Geografie
In der Gemeindegemarkung entspringt der Fluss Siagne.
Escragnolles ist eine Streusiedlung. Sie wird von der Route Napoléon passiert, die dort mit der heutigen Départementsstraße D6085 identisch ist. Vom Norden kommt der Bach „Ravin de Chalvagne“. Wenn er den Dorfkern passiert, wechselt er seinen Namen in „Vallon de Briasq“ und fließt dann in Richtung Südwesten.
Die Gemeinde liegt im Regionalen Naturpark Préalpes d’Azur. Nachbargemeinden sind Caille, Andon, Saint-Vallier-de-Thiey, Saint-Cézaire-sur-Siagne, Mons und Séranon.

## Bevölkerungsentwicklung
| 1962 | 1968 | 1975 | 1982 | 1990 | 1999 | 2006 | 2016 |
| ---- | ---- | ---- | ---- | ---- | ---- | ---- | ---- |
| 117  | 119  | 110  | 193  | 326  | 384  | 505  | 612  |

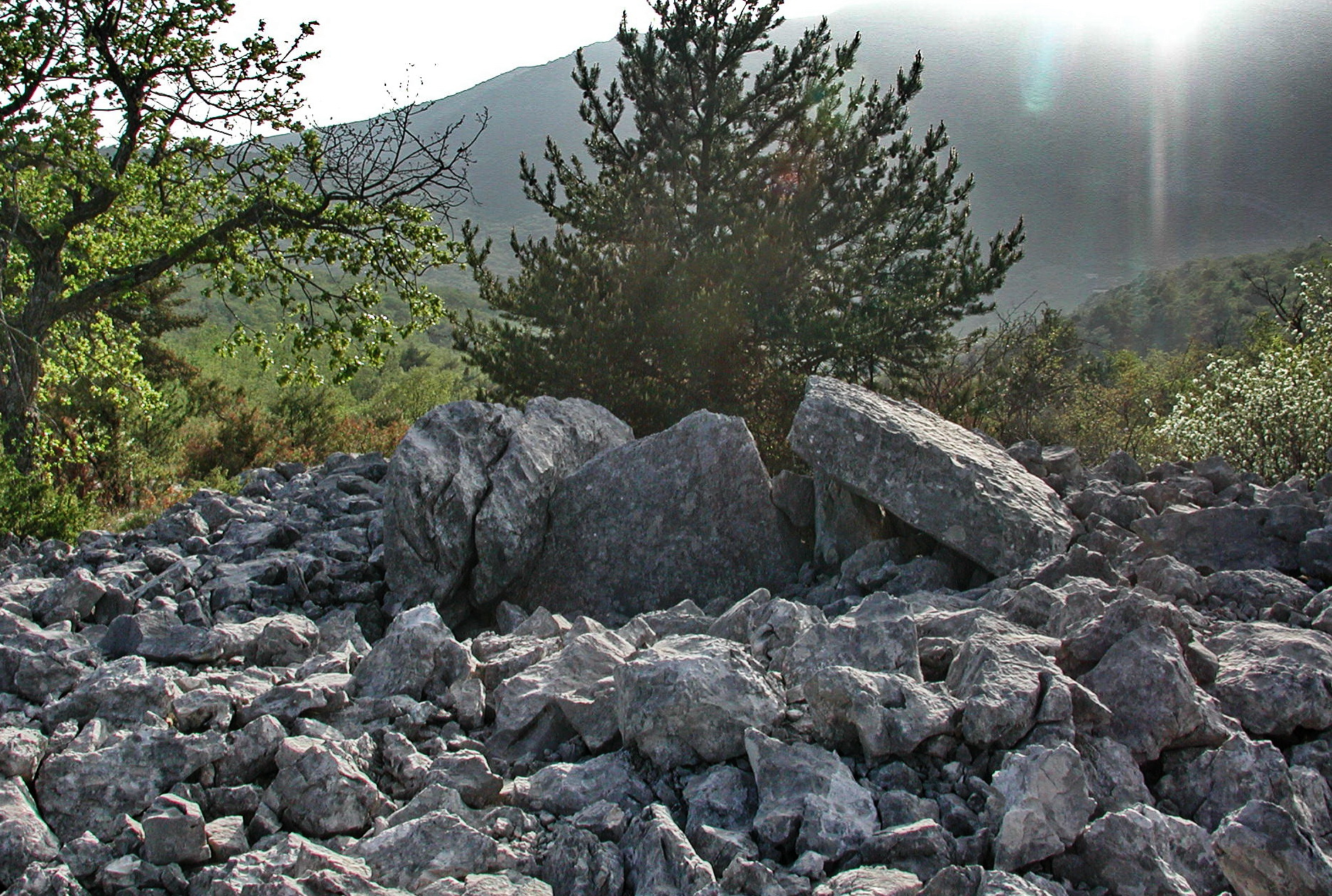
Dolmen des Claps
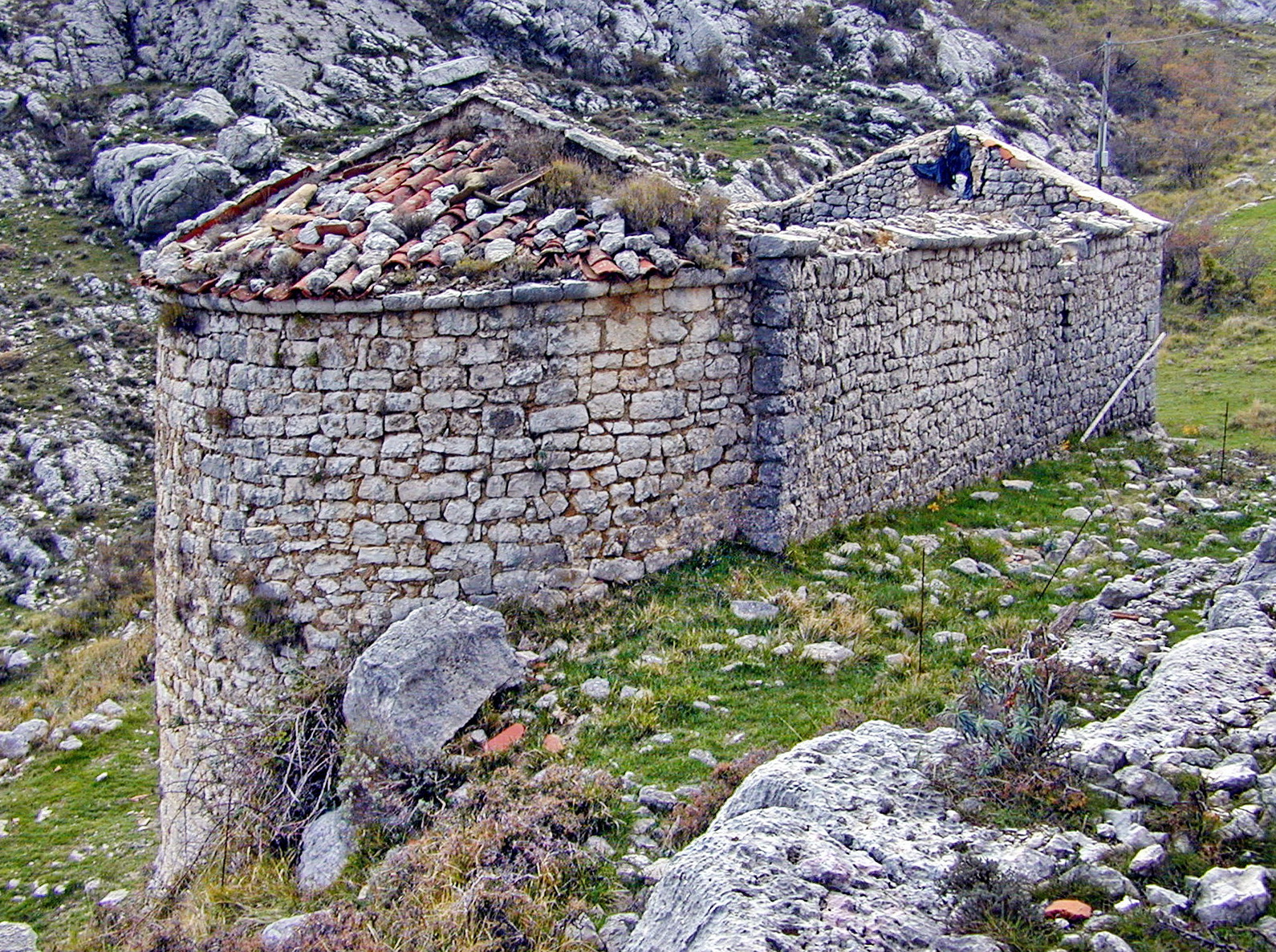
Kapelle Saint-Martin
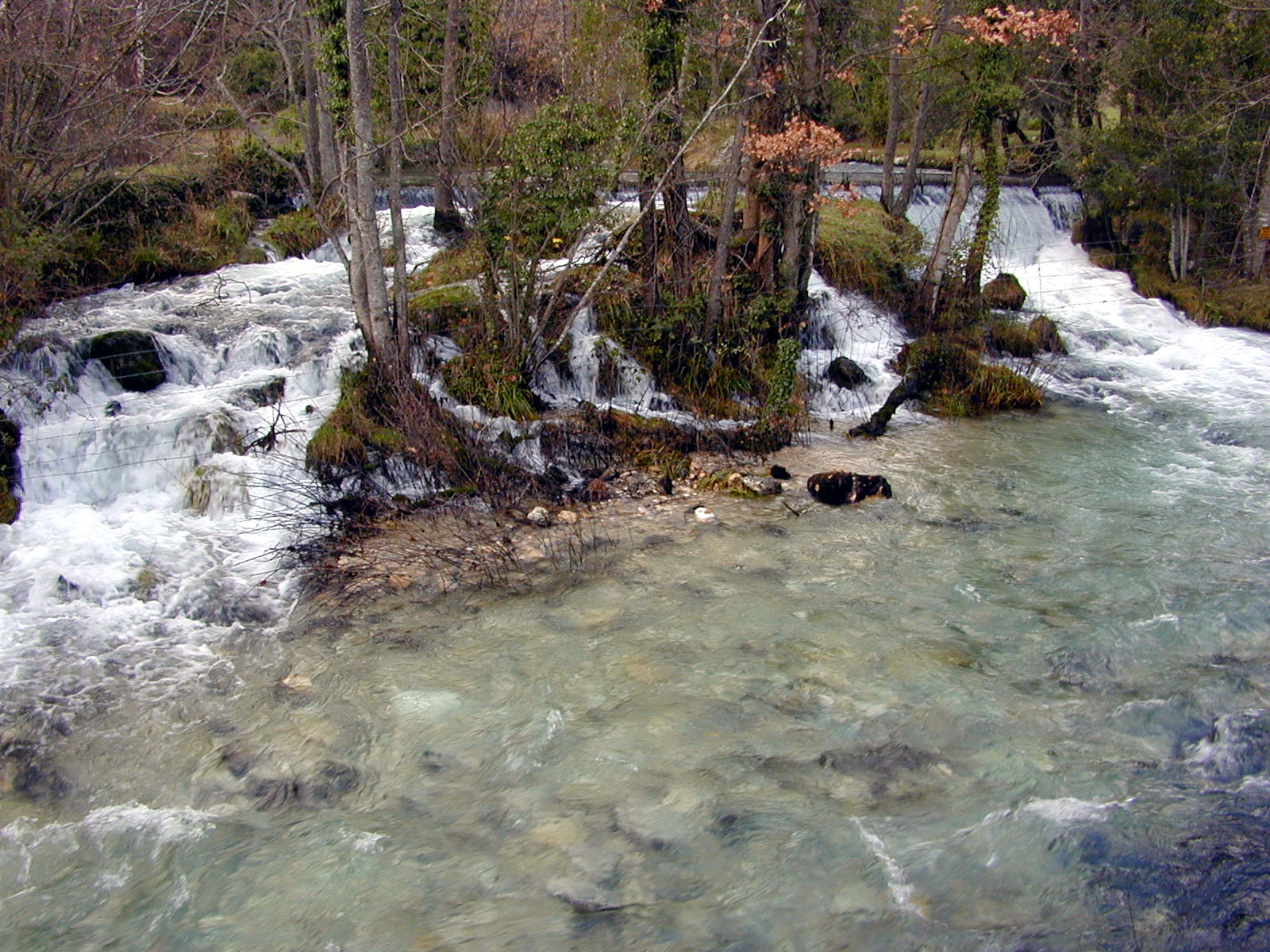
Obere Siagne
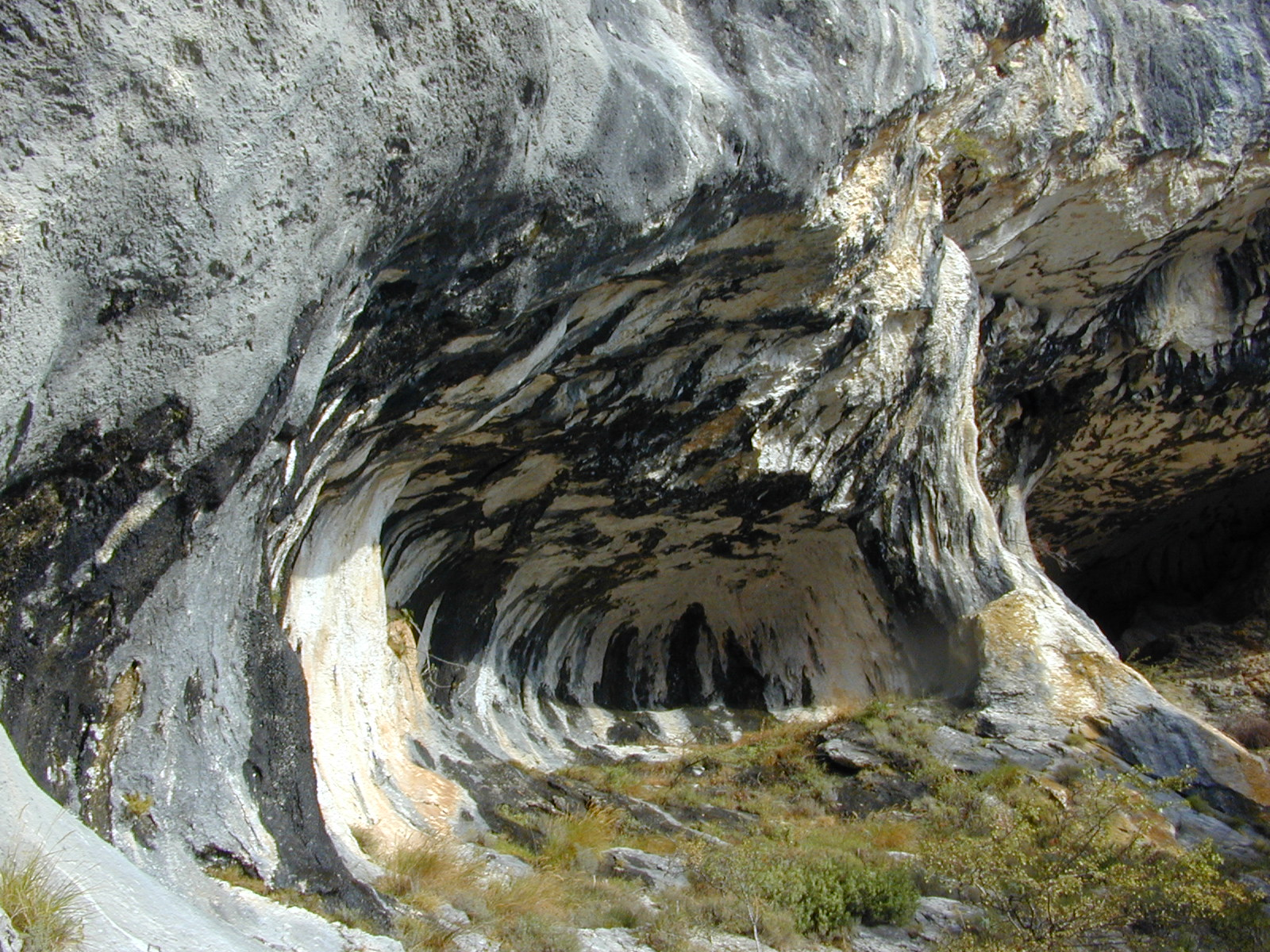
Baumes du Bail